# Повзик-крихітка
Повзик-крихітка (Sitta pygmaea) — вид горобцеподібних птахів родини повзикових (Sittidae).

## Поширення
Вид поширений в Північній Америці. Трапляється в хвойних лісах в Мексиці, на заході США та на півдні Британської Колумбії (Канада).

## Опис
Дрібний птах, завдовжки 10 см, вагою 10 г. Верхня частина тіла сірого кольору, лише на потилиці є біла пляма. Горло, груди та черево білі.

## Спосіб життя
Мешкає у хвойних лісах. Трапляється парами або численними зграями до 100 птахів. Живиться комахами та насінням. Гніздо облаштовує у порожнинах мертвих дерев. Дно гнізда вистилає сосновими шишками, рослинним пухом та іншими м'яким матеріалом рослинного або тваринного походження. Самиця відкладає 4–9 яєць, білих з дрібними червонувато-коричневими плямами. Інкубація триває 16 днів. Молодняк залишає гніздо приблизно через 22 дні після вилуплення.